# 王屏山
王屏山（1926年—2006年），男，福建福州人。1948年毕业于厦门大学无线电系，1948年至1951年在岭南大学物理系攻读研究生并任助教。曾任华南师范学院副院长、党委书记，广东省人民政府副省长，广东省政协副主席，中山大学岭南（大学）学院首任院长。